# Кавала
Кава́ла (греч. Καβάλα, до 1940 года — греч. Καβάλλα) — город на северо-востоке Греции, административный центр одноимённой общины и одноимённой периферийной единицы в периферии Восточная Македония и Фракия. Расположен на высоте 53 м над уровнем моря, на побережье залива Кавала (Κόλπος Καβάλας) Эгейского моря. Город построен у подножия гор Символон и является вторым по величине городом и портом Македонии, а также одним из важнейших стратегических портов Северной Греции. Находится на расстоянии 680 км от Афин и 165 км от Салоников. Население города Кавала составляет 54 027 человек по переписи 2011 года.
Морской порт Кавала осуществляет грузовые и пассажирские перевозки. Международный аэропорт Мегас Александрос расположен примерно на расстоянии 25 км от Кавалы, рядом с городом Хрисуполис.

## История

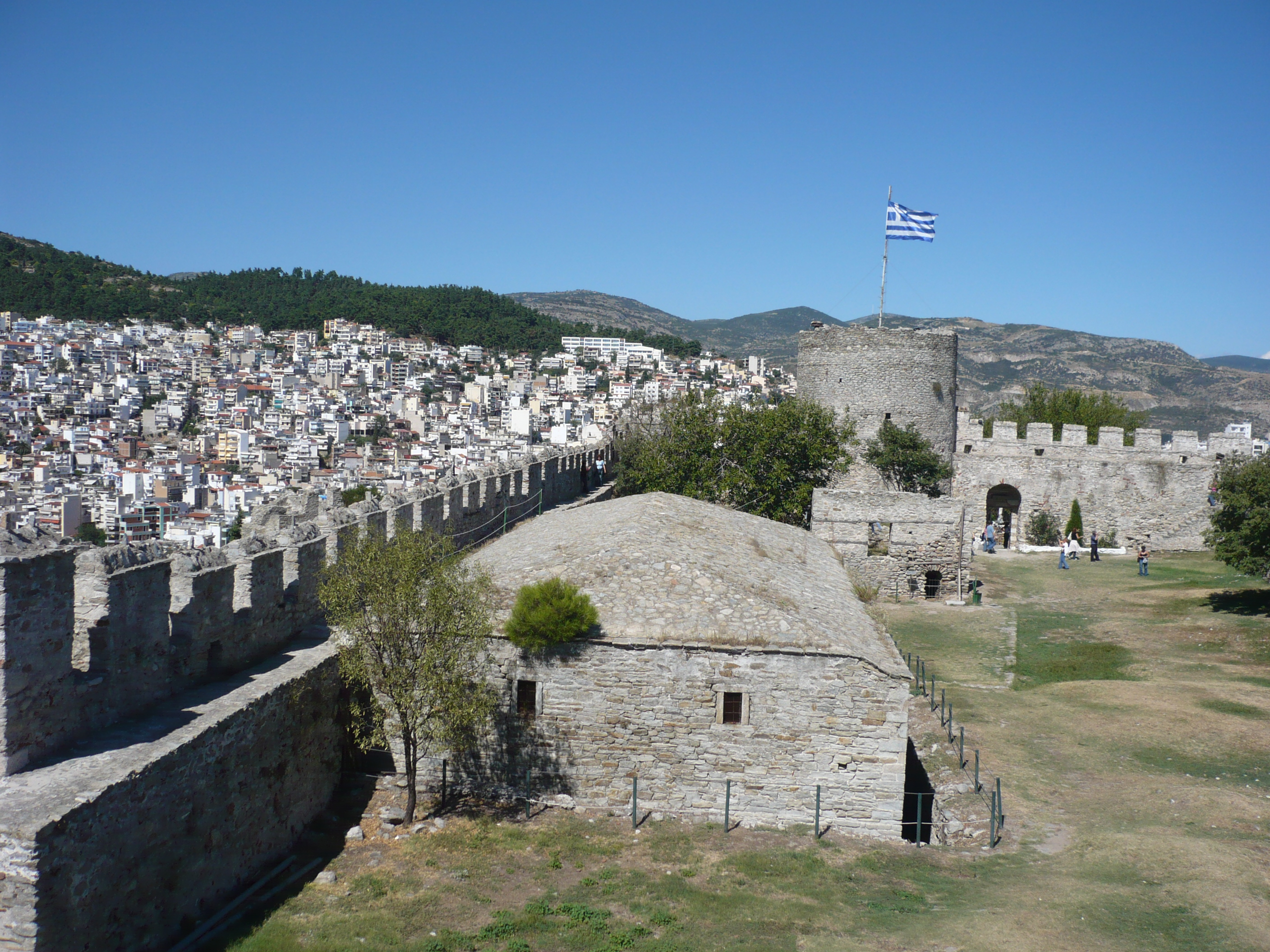
Византийская крепость Кавала

Основан в VI веке до н. э. выходцами с острова Тасос, которые дали ему название Неа́поль (Неаполис, др.-греч. Νεάπολις — «Новый город»). Город процветал из-за расположения вблизи богатых золотом и серебром Пангейских рудников. В 168 году до н. э. завоёван Римом и вошёл в состав римской провинции Македония. Апостол Павел в 49 году н. э. на пути из Самофракии остановился здесь на некоторое время (Деян. 16:11), основал первую христианскую общину в Европе и проследовал затем в город Филиппы, где в то время находилась гавань. В византийский период в VIII—XIX вв. город получил название Христуполис (Χριστούπολις — «Город Христа»).

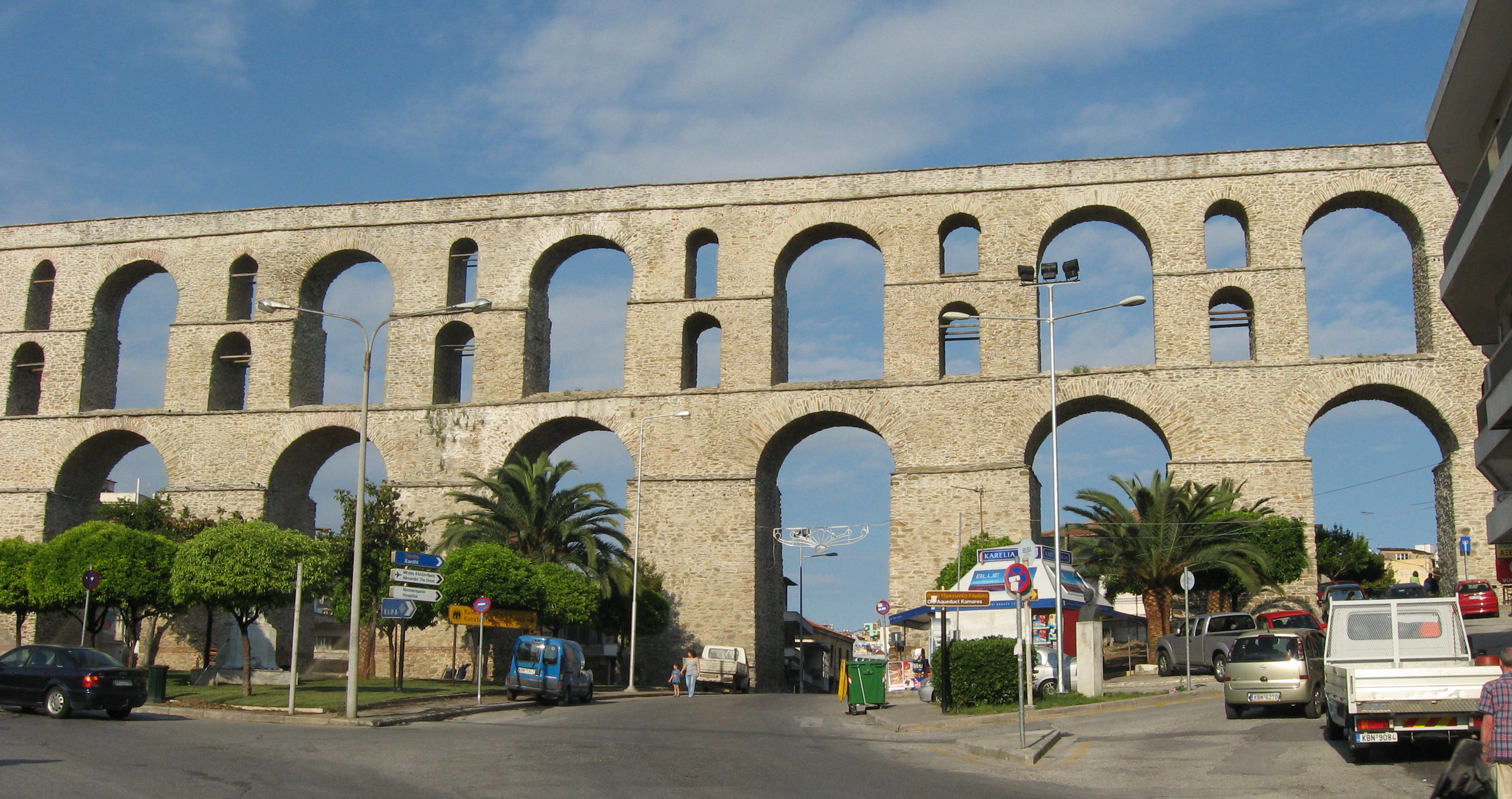
Византийский акведук Камарес

В 1197 году попал под власть венецианцев. В это время по одной из версий получил современное название от итал. cavallo — лошадь, потому что был крупнейшей почтовой станцией на Эгнатиевой дороге.
Кавала была частью Османской империи с 1371 по 1912 год, входила в Салоникский вилайет.
В ходе первой Балканской войны в октябре 1912 года город заняли болгарские войска, но после начала в 1913 году второй Балканской войны город заняли греческие войска и по Бухарестскому мирному договору Кавала осталась в составе Греции.
В ходе первой мировой войны в августе 1916 года город заняли болгарские войска, но после подписания 29 сентября 1918 года Салоникского перемирия покинули его.
После Греко-турецкой войны 1919—1922 гг., Малоазийской катастрофы и греко-турецкого обмена населением в Кавале поселились греки из Малой Азии.
В начале оккупации Греции странами «оси» в апреле 1941 года в Северную Фракию были введены болгарские войска, которые заняли город.
После перехода Болгарии на сторону Антигитлеровской коалиции 9 сентября 1944 года началась эвакуация сотрудников войск и гражданской администрации с ранее занятой территории Греции, которая была завершена 25 октября 1944 года.

## Порт Кавала
Порт Кавала являлся важнейшим после Салоник портом в северной части Эгейского моря. Через Кавалу вывозились греческие табаки, возделываемые в номах Ксанти, Драма, Сере и Кавала.

## Достопримечательности
В старом городе на холме Панагия расположена византийская крепость Кавала, которая является архитектурной доминантой. Крепость построена в IX веке. В первой четверти XV века перестроена и получила название Акрополь (Акрополис, Ακρόπολις).

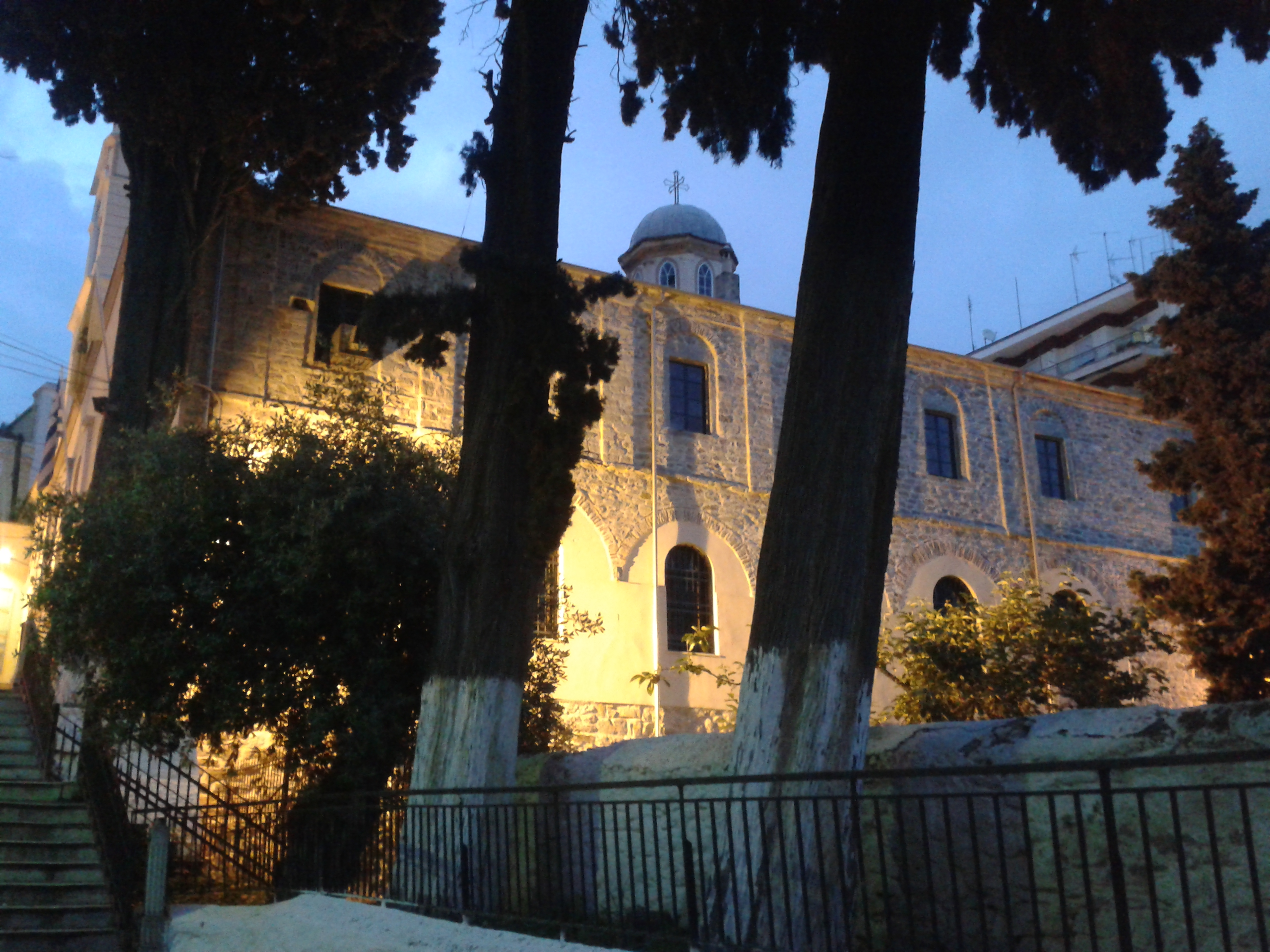
Церковь Святого Иоанна Предтечи

Старейшей церковью Кавалы и архитектурным памятником византийской эпохи является церковь Святого Иоанна Предтечи, перестроенная в 1866 году в неоклассическом стиле.

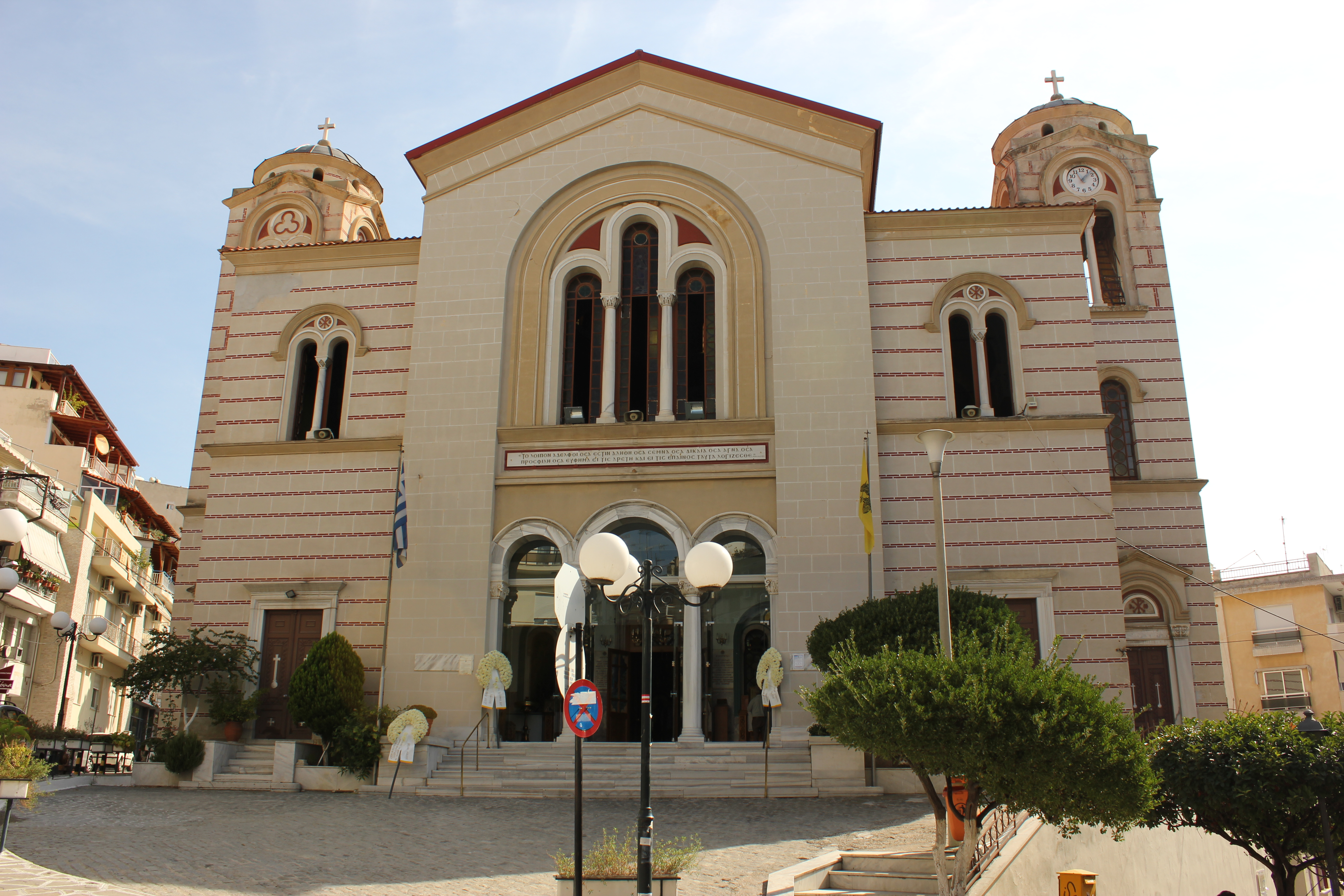
Кафедральный собор Святого Павла

Византийский кафедральный собор Святого Павла перестроен в начале XX века.
Церковь Успения Пресвятой Богородицы построена в 1957—1960 гг. на фундаменте византийской церкви.

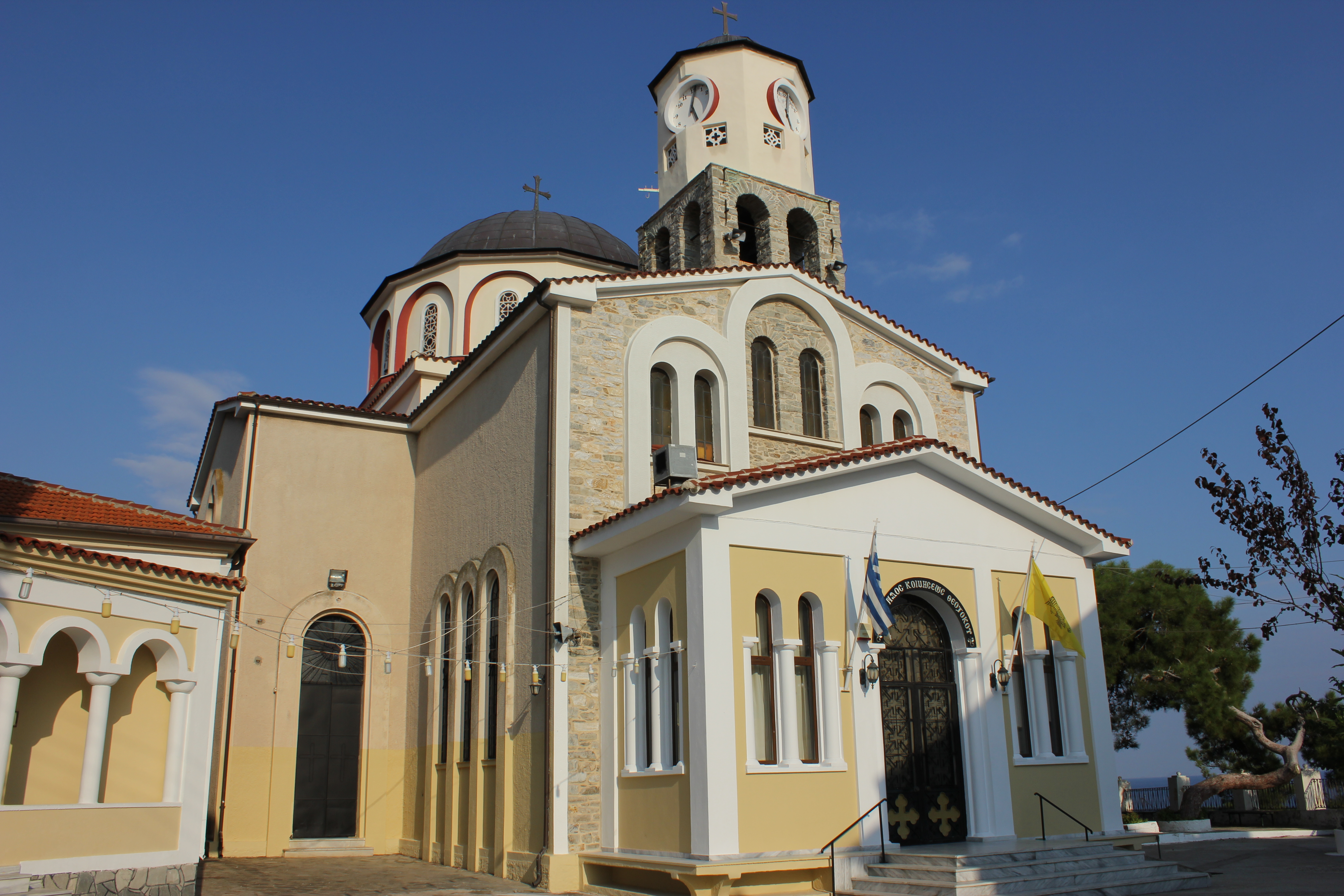
Церковь Успения Пресвятой Богородицы

В XVI веке город был окружён новой стеной. Византийский двухуровневый акведук Камарес (Καμάρες — арки) — один из архитектурных символов Кавалы, состоящий из 60 арок различного радиуса, реконструирован при султане Сулеймане I примерно в 1530 году.
В 1769 году здесь родился Мухаммед Али, правитель Египта, албанец по происхождению. Дом, в котором он родился, является государственной собственностью Египта и музеем (Μουσείο Μεχμέτ Αλή). 18-купольный имарет — благотворительное учреждение, построенное им в 1817 году для учащихся медресе, сегодня функционирует как роскошная гостиница.
Городская администрация располагается в здании постройки 1895 года в неоклассическом стиле — особняке венгерского табачного промышленника барона Пьера Херцога (Πέτερ Χέρτζογκ φον Τσέτε, Péter Herzog de Csete, 1838—1914).
В 17 км к северо-западу от Кавалы находятся развалины древнего города Филиппы, самый большой античный комплекс в северной Греции и первый город в Европе, в котором апостолом Павлом была основана христианская община.
Крупным центром туризма является расположенный поблизости в Эгейском море остров Тасос.

## Музеи
В городе находятся музеи:
- Археологический музей Кавалы (с находками архаических, классических, эллинистических, римских и византийских периодов и македонских гробниц Амфиополя)
- Музей табака[греч.]

## Спорт
В Кавале базируется одноимённый футбольный клуб.

## Сообщество
В сообщество Кавала (Κοινότητα Καβάλας) входят 5 населённых пунктов. Население 56 371 человек по переписи 2011 года. Площадь 37,167 квадратных километров.
| Населённый пункт | Население (2011), человек |
| ---------------- | ------------------------- |
| Айос-Силас       | 101                       |
| Аспри-Амос       | 48                        |
| Кавала           | 54 027                    |
| Палеон-Цифликион | 2195                      |
| Санаторион       | 0                         |

## Население
| Год  | Население, человек |
| ---- | ------------------ |
| 1991 | 57 461             |
| 2001 | 59 222             |
| 2011 | ↘ 54 027           |